# Дарко Коцјан
Дарко Коцјан (Земун, 24. јул 1959) српски је новинар, радио-водитељ, есејиста, антологичар и издавач.

## Биографија
Рођен је 24. јула 1959. године у Земуну. Завршио је Земунску гимназију.
Од 1982. радио је као новинар, аутор и водитељ на радио програмима у Радио Београду 202, Радију 101, ЕКО програму Радио Београда, Радио Пингвину, Радио Индексу, Радио Студију Б и Радио Акцији.
У дужим периодима припремао и уређивао радио емисије „Јутарњи програм 202", „Озон“, „Облак у бермудама“, „Пешчани сат“, „Алтернативни водич кроз Београд“, „Мхм“...
Аутор више медијских и књижевних пројеката, кампања и радио-спотова.
Аутор књиге „Строго контролисане сенке“, као и приређивач више антологија кратких прича и графита.
Сарађивао у часописима "Политикин забавник" и „Бре“.
Оснивач и власник издавачке куће „Беографити“.
Предавач у Пословној школи за ПР.
Од 18. октобра 2010. године ради на месту главног и одговорног уредника Радио Београда 202.

## Књига
- „Строго контролисане сенке“ (есеји и чланци – Београд, 2003)

## Антологије
- „Епрувето, срећан ти 8. март“ (графити, 1990, 1991, 1992, 1994, 1998, 2005)
- „Кад ја тамо а оно међутим“ (графити, 1995)
- „Бука у моди“ (графити, афоризми, кратка проза, 1996)
- „Алтернативни водич кроз Београд: Београд у срцу планете“ (кратка проза, 1997)
- „Мамихлапинатапеи“ (кратке приче, 1998)
- „Београде, бомбардан“ (антиратни и протестни графити, записи и приче, 1999)
- „А онда је Нојеву барку пресрела нуклеарна подморница“ (графити, 2004)
- „Ко ради тај гроши“ (мала енциклопедија липсуса и осталих гришака у гивору и пусању, 2005)
- „Овај зид је поклоњен Маји“ (графити, 2005)

## Важнији медијски пројекти
- Конкурс за кратку причу (1987—2000)
- Идејни програмско-пословни елаборат Радио Пингвина (1990—1995).